# 1. juni
1. juni er dag 152 i året i den gregorianske kalender (dag 153 i skudår). Der er 213 dage tilbage af året.
- Nikomedes dag. Han skal have været en romersk kristen soldat, der blev pisket til døde.
- FN's Internationale dag for verdens børn.

### Begivenheder
Født - Dødsfald
- 1479 - Københavns Universitet bliver indviet.
- 1589 - Det berømte München Hofbräuhaus grundlægges.
- 1639 - Kong Christian 4. ansætter Danmarks første kendte skorstensfejer.
- 1657 - Kong Frederik 3. erklærer Sverige og Kong Karl 10. Gustav krig, og dermed indledes "Karl Gustav-krigen".
- 1660 - Mary Dyer hænges for at have brudt forbuddet mod kvækere i Massachusetts Bay-kolonien.
- 1664 - Den anden engelsk-hollandske krig udbryder mellem England og Holland. Krigen udkæmpes til søs og i kolonierne.
- 1726 - København får eneret i Danmark på import af de 4 vigtigste importvarer - salt, vin, tobak og cognac (dog kunne Ålborg også importere salt) for at stimulere indenrigsskibsfarten og komme de omfattende smuglerier til livs.
- 1733 - Den vestindiske ø St. Croix kommer under dansk styre under Dansk Vestindien.
- 1792 - Kentucky bliver 15. stat i USA.
- 1796 - Tennessee bliver 16. stat i USA.
- 1845 - En brevdue gennemfører en flyvning på 11.000 km Namibia-London på 55 dage.
- 1889 - Orient-ekspressen afgår for første gang fra Paris til Konstantinopel.
- 1912 - Det internationale fodboldforbund FIFA bestemmer, at målmanden kun inden for straffesparksområdet må tage bolden op med hænderne.
- 1915 - Under 1. verdenskrig rettes det første angreb på London med zeppelinere.
- 1933 - Nord for München åbnes koncentrationslejren Dachau, som siden bliver model for andre lejre. Fangerne modtages af et skilt med indskriften Arbeit macht frei.
- 1939 - Oslos lufthavn Fornebu åbnes.
- 1941 - Det sidste allierede holdepunkt i Grækenland, Kreta, falder til de tyske besættelsestropper efter voldsomme kampe med store tab på begge sider.
- 1942 - Massemord på jøder ved gasning starter i Auschwitz.
- 1948 - Rygeforbud i danske biografer blev indført ved Justitsministeriets bekendtgørelse af 24. maj 1948.
- 1952 - Østtyskland afbryder forbindelserne med Vesten.
- 1955 - 24-timers løbet Le Mans ender i katastrofe og 84 mennesker omkommer, da en bil kører ind i tilskuermængden.
- 1958 - General de Gaulle bliver præsident i Frankrig.
- 1962 - I Israel henrettes gestapolederen Adolf Eichmann ved hængning.
- 1967 - Beatles LP'en Sgt. Pepper's Lonely Hearts Club Band udkommer.
- 1973 - Kong Konstantin af Grækenland afsættes af militærjuntaen.
- 1980 - Den amerikanske Tv-nyhedsstation CNN går i luften for første gang, fra Atlanta, Georgia.
- 1988 - 51 omkommer ved en eksplosion i den vesttyske kulmine Stolzenbach i Borken. To et halvt døgn efter reddes 6 arbejdere op fra minen, hvor de 90 meter nede havde fundet en luftlomme.
- 1990 - I Moskva underskriver Ronald Reagan og Michail Gorbatjov aftale om ophør af produktion af kemiske våben.
- 1993 - To danske nødhjælpschauffører bliver dræbt og to andre såret, da deres nødhjælpskolonne bliver angrebet med granater i en tunnel i det nordlige Bosnien-Hercegovina.
- 1997 - Dronning Margrethe indvier jernbanedelen af den faste forbindelse over Storebælt.
- 2001 - Nepals kronprins Dipendra dræber stort set hele den kongelige familie med en maskinpistol, hvorefter han efter sigende skyder sig selv.
- 2002 - MTV Movie Awards 2002 afholdes i Shrine Auditorium, Los Angeles, Californien.
- 2005 - Holland stemmer nej til EUs forfatningstraktat.
- 2006 - På Århus Kommunehospital gennemgår dronning Margrethe 2. en knæoperation.
- 2012 - Herman Van Rompuys anden - og sidste - periode som formand for Det Europæiske Råd starter.

### Født
- 1780 - Carl von Clausewitz, preussisk general og militærteoretiker (død 1831).
- 1801 - Brigham Young, amerikansk mormonleder (død 1877).
- 1804 - Mikhail Glinka, russisk komponist (død 1857).
- 1815 - Otto 1., græsk konge (død 1862).
- 1878 - John Masefield, engelsk forfatter (død 1967).
- 1890 - Knud Lehn Petersen, dansk arkitekt (død 1974).
- 1921 - Nelson Riddle, amerikansk orkesterleder (død 1985).
- 1922 - Povel Ramel, svensk musiker og komiker (død 2007).
- 1926 - Andy Griffith, amerikansk skuespiller (død 2012).
- 1926 - Marilyn Monroe, amerikansk skuespillerinde og sangerinde (død 1962).
- 1926 - Henry From, dansk fodboldspiller (død 1990).
- 1929 - Bent Rold Andersen, dansk juraprofessor og tidligere minister (død 2015).
- 1930 - Edward Woodward, engelsk skuespiller (død 2009).
- 1934 - Pat Boone, amerikansk sanger og skuespiller.
- 1935 - Norman Foster, engelsk arkitekt.
- 1937 - Morgan Freeman, amerikansk skuespiller.
- 1937 - Colleen McCullough, australsk forfatter (død 2015).
- 1939 - Jackie Stewart, britisk racerkører.
- 1940 - Rene Auberjonois, amerikansk skuespiller (død 2019).
- 1942 - Palle Aarslev, dansk radiovært og musikproducer (død 2007).
- 1946 - Brian Cox, skotsk skuespiller.
- 1947 - Ron Wood, engelsk guitarist i Rolling Stones.
- 1947 - Jonathan Pryce, walisisk skuespiller.
- 1949 - Ole Stavad, dansk folketingsmedlem og tidligere minister.
- 1952 - Mik Schack, dansk journalist, tegner, musiker og tv-vært.
- 1954 - Per Nielsen, dansk trompetist.
- 1956 - Lisa Hartman-Black, Amerikansk skuespiller og sangerinde.
- 1964 - Marianne Florman, dansk håndboldspiller.
- 1965 - Camilla Miehe-Renard, dansk tv-værtinde.
- 1965 - Alexander Kølpin, dansk solodanser.
- 1968 - Jason Donovan, australsk sanger.
- 1971 - Ghil'ad Zuckermann, lingvist
- 1972 - Stine Stengade, dansk skuespiller.
- 1973 - Heidi Klum, tysk fotomodel.
- 1974 - Michael Rasmussen, dansk cykelrytter.
- 1974 - Alanis Morissette, canadisk sanger og sangskriver.
- 1977 - Sarah Wayne Callies, amerikansk skuespiller
- 1980 - Oliver James Hudson, engelsk skuespille og sangskriver
- 1982 - Justine Henin, belgisk tennisspiller.

### Dødsfald
- 1625 - Honoré d'Urfé, fransk forfatter (født 1568).
- 1846 - Gregor 16., italienskfødt pave (født 1765).
- 1868 - James Buchanan, amerikansk præsident (født 1791).
- 1943 - Leslie Howard, engelsk skuespiller (født 1893).
- 1954 - Martin Andersen Nexø, dansk forfatter (født 1869).
- 1962 - Adolf Eichmann, tysk SS-officer (født 1906).
- 1968 - Helen Keller, amerikansk forfatter og aktivist (født 1880).
- 1982 - Einar Juhl, dansk skuespiller (født 1896).
- 1999 - Bjørn Spiro, dansk skuespiller (født 1909).
- 1999 - Christopher Cockerell, engelsk opfinder af hovercraften (født 1910).
- 2001 - Birendra, konge af Nepal (født 1945) - myrdet.
- 2008 - Yves Saint-Laurent, fransk modeskaber (født 1936).
- 2019 - Andreas Byskov Sarbo, dansk cykelrytter (født 2001).

|  | Denne datoartikel kan blive bedre, hvis der indsættes et (bedre) billede Du kan hjælpe ved at afsøge Wikimedia Commons for et passende billede eller uploade et godt billede til Wikimedia Commons iht. de tilladte licenser og indsætte det i artiklen. |